# Слонськ
Слонськ (пол. Słońsk, нім. Sonnenburg) — село в Польщі, у гміні Слонськ Суленцинського повіту Любуського воєводства.
Населення — 3028 осіб (2011).
У 1975-1998 роках село належало до Гожовського воєводства.

## Демографія
Демографічна структура станом на 31 березня 2011 року:
|          | Загалом | Допрацездатний вік | Працездатний вік | Постпрацездатний вік |
| -------- | ------- | ------------------ | ---------------- | -------------------- |
| Чоловіки | 1523    | 330                | 1100             | 93                   |
| Жінки    | 1505    | 317                | 932              | 256                  |
| Разом    | 3028    | 647                | 2032             | 349                  |